# Agrilus hespenheidei
Agrilus hespenheidei é uma espécie de madeira metálica-escaravelho aburrido da família Buprestidae. É conhecida a sua existência na América do Norte.